# Oncideres nipheta
Oncideres nipheta là một loài bọ cánh cứng trong họ Cerambycidae.